# 彼得·柯尤特
勞勃·彼得·柯尤特（英語：Robert Peter Cohon，1941年10月10日—），美國男演員、作家、導演、編劇和有聲書旁白。出演多部過著名電影，如《E.T.外星人》（1982年）、《十字小溪》（1983年）、《刀鋒邊緣》（1985年）、《心靈點滴》（1988年）、《永不妥協》（2000年）、《初恋的回忆》（2002年）、《戀上海明威》（2012年）和《巡弋狙擊手》（2014年）。他還以「奧斯卡之聲」（Voice of Oscar）身份登上第72届奥斯卡金像奖，成為首位亮相在鏡頭前的奧斯卡播音員。
此外，柯尤特也於2002年冬季奥林匹克运动会開幕式以及Apple的iPadRetina顯示器廣告活動的旁白。

## 外部連結
- 官方网站
- 彼得·柯尤特在互联网电影资料库（IMDb）上的資料（英文）
- Interview with Peter Coyote （页面存档备份，存于） (1989) in The Diggers Archives
- The Free-Fall Chronicles （页面存档备份，存于） excerpts from Sleeping Where I Fall
- Heyoka Magazine Interview with John LeKay
- Peter Coyote （页面存档备份，存于） (Aveleyman)
- Interview with Peter Coyote （页面存档备份，存于） at Eurochannel
- with Peter Coyote （页面存档备份，存于） by Stephen McKiernan, Binghamton University Libraries Center for the Study of the 1960s, 2010-07-22